# Pařížská smlouva (1763)
Pařížská smlouva (1763) byla podepsaná dne 10. února 1763. Podepsalo ji království Velké Británie, Francie a Španělska, přičemž Portugalsko bylo přizváno po dohodě po vítězství Velké Británie a Pruska nad Francií a Španělskem během evropské sedmileté války.
Podpisem smlouvy byla formálně ukončena sedmiletá válka (její mimoevropská část je známa jako francouzsko-indiánská válka v Severní Americe) a znamenala začátek éry britské nadvlády mimo Evropu. Velká Británie a Francie vrátily většinu území, které během války dobyly, Velká Británie získala velkou část majetku Francie v Severní Americe. Navíc Velká Británie souhlasila s ochranou římského katolicismu v Novém světě. Smlouvu nepodepisovaly Prusko a Rakousko, protože o pět dní později podepsali samostatnou dohodu, Hubertusburskou smlouvu.

## Výměna území
Během války dobyla Velká Británie francouzské kolonie Kanady, Guadeloupe, ostrov v Karibském moři Svatá Lucie, Dominik (dnes Dominikánská republika), Grenadu, ostrovy Svatý Vincenc a Grenadiny a Tobago, kde měla Francie své obchodní indiánské stanice, obchodní stanici s otroky v Gorée, oblast kolem řeky Senegal a její osady a španělské kolonie v Manile na Filipínách a v Havaně na Kubě. Francie dostala Menorcu a britské obchodní stanice na Sumatře, zatímco Španělsko dostalo hraniční pevnost Almeida v Portugalsku a město Colonia del Sacramento v Uruguay v Jižní Americe.
Ve smlouvě byla většina území vrácena pod kontrolu původním vlastníkům, ale Británii bylo umožněno udržet si značné územní zisky. Francie a Španělsko vrátily všechna území dobytá na Británii a Portugalsku. Británie vrátila Španělsku Manilu, Havanu, Guadeloupe, Martinik, Svatou Lucii, Gorée a obchodní stanice v Tobagu. Francie uznala svrchovanost Británie nad Kanadou, Dominikem, Grenadou, Svatým Vincentem a Grenadinami a Tobagem.

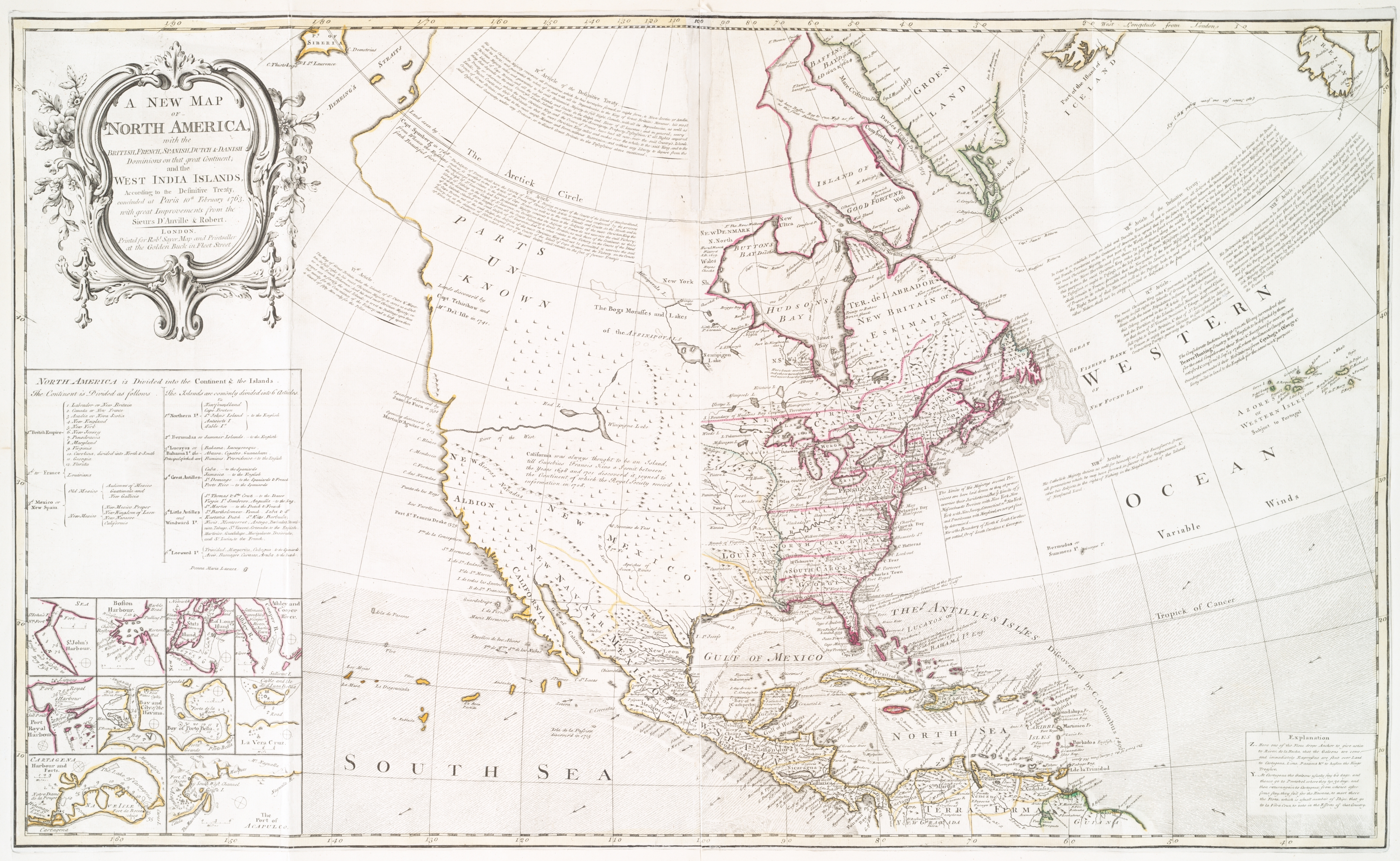
Nová mapa Severní Ameriky po uzavření smlouvy z roku 1763

Francie rovněž postoupila Británii východní polovinu francouzské Louisiany,tj. oblast od řeky Mississippi po Apalačské hory. V té době však již byla Louisiana francouzským tajným darem Španělsku, ukotveným ve Fontainebleauské smlouvě z roku 1762. Ovšem Španělsko se západní části tohoto území, která zbyla Francii po Pařížské smlouvě, fyzicky zmocnilo až v roce 1769. Španělsko postoupilo Británii východní Floridu. Kromě toho Francie znovu získala své obchodní stanice v Tobagu, ale uznala britské guvernéry jako vládce indických klíčových států a zavázala se, že nebude posílat vojáky do Bengálska. Británie souhlasila se zbořením svých opevnění v britském Hondurasu (nyní Belize), ale ponechala si tam právo kácení dřeva. Británie také potvrdila právo svých nových subjektů praktikovat katolicismus. Francie ztratila celé své pevninské území v Severní Americe, ale zachovala si právo rybolovu mimo Newfoundland, tedy na dvou malých ostrovech Saint Pierre a Miquelon-Langlade, kde mohli její rybářii nadále lovit. Na druhou stranu, Francie získala zpět své cukrovarnické kolonie na Guadeloupe. Považovala je za cennější než celou Kanadu. Voltaire ironicky popsal Akádii jako "quelques arpents de neige" (několik akrů sněhu).

## Otázka Louisiany
Pařížská smlouva je často označována jako dokument ve kterém Francie daruje Louisianu Španělsku. K takové dohodě však došlo ve Fontainebleauské smlouvě (1762), ale veřejně byla oznámena až v roce 1764. Pařížská smlouva dala Británii východní stranu Mississippi, (včetně Baton Rouge v Louisianě, která měla být součástí britského území západní Floridy). New Orleans na východní straně zůstal ve francouzských rukou (i když dočasně). Koridor řeky Mississippi v dnešní Louisianě byl později znovu sloučen po koupi Louisiany v roce 1803 po podpisu Adams-Onísovy smlouvy z roku 1819.
Smlouva z roku 1763 v článku VII stanoví:
VII. S cílem obnovit mír na pevných a trvalých základech a navždy odstranit všechny subjekty sporu, pokud jde o limity britského a francouzského území na americkém kontinentu; je dohodnuto, že do budoucna budou hranice mezi vládami jeho Britského Veličenstva a jeho Nejkřesťanského Veličenstva v této části světa neodvolatelně stanoveny hranicí táhnoucí se středem řeky Mississippi, od pramene k řece Iberville a odtud linií vedenou středem této řeky a jezer Maurepas a Pontchartrain k moři; a za tímto účelem Nejkřesťanštější král zaručuje Britskému Veličenstvu plné právo na pravou stranu řeky a přístav Mobile, a všechno, co vlastní, nebo by mělo vlastnit, na levé straně řeky Mississippi, kromě města New Orleans a ostrova, na kterém se nachází, který zůstane Francii za předpokladu, že plavba po řece Mississippi zůstane volná, stejně jak pro subjekty Velké Británie i pro subjekty Francie v celé šíři a délce od pramene k moři a výslovně tu část, která je mezi uvedeným ostrovem New Orleans a pravým břehem této řeky, jakož i průchod do a z jeho ústí. Je dále stanoveno, že plavidla náležející k poddaným ani jednoho národa nebudou zastavena, navštívena ani podrobena placení jakéhokoli cla. Ustanovení vložená do IV. Článku ve prospěch obyvatel Kanady se budou vztahovat také na obyvatele zemí postoupených tímto článkem.

## Otázka Kanady

### Britský pohled
Válka zuřila všude, ale Britové navíc rozpoutali válku o francouzské majetky v Severní Americe. Po dlouhé debatě o relativních výhodách Guadeloupe, které produkovalo 6 milionů liber cukru ročně, a Kanady, jejíž udržování bylo nákladné, se Velká Británie rozhodla ze strategických důvodů ponechat si Kanadu a vrátit Guadeloupe Francii. Dlouhá válka na evropském kontinentu Francii sice oslabila, ale přesto stále zůstávala evropskou mocností. Britský premiér John Stuart, 3. hrabě z Bute chtěl takový mír, který by Francii nevyprovokoval k další válce. Ačkoli se protestantští Britové obávali, že budou mít příliš římskokatolických poddaných, Velká Británie si nechtěla znepřátelit Francii vyhoštěním nebo nuceným konvertováním občanů na protestantskou víru. Také nebylo v jejím zájmu nechat francouzské osadníky opouštět Kanadu a dále tak posilovat francouzská sídla v Severní Americe.

### Francouzský pohled
Na rozdíl od lorda Buteho francouzský ministr zahraničí, Étienne François, vévoda de Choiseul, myšlenky na válku podporoval. Francie však potřebovala mír, aby mohla být obnovena. Takže si raději ponechala své karibské majetky se ziskovým obchodem s cukrem, než s rozsáhlými kanadskými zeměmi, které byly pro Francii v tuto chvíli finanční zátěží. Francouzští diplomaté věřili, že bez Francie, která by udržovala Američany pod kontrolou se kolonisté pokusí o vzpouru, a čas bude pracovat pro ně. Pro Kanadu si chtěla Francie ponechat otevřenou možnost emigrace, například pro šlechtu, která přísahala věrnost britské koruně. Dále Francie požadovala ochranu římských katolíků v Severní Americe.

### Otázka nemovitostí
Smlouva z roku 1763 v článku IV. stanoví:
IV. Jeho Nejkřesťanštější Veličenstvo se vzdává veškerých nároků, které doposud měl nebo by mohl mít ve všech částech Nového Skotska nebo Akádie, a zaručuje všechny tyto državy předat králi Velké Británie: Navíc jeho Nejkřesťanštější Veličenstvo postoupí a zaručuje svému uvedenému Britskému Veličenstvu plná práva na Kanadu, se všemi državami, stejně jako ostrov Cape Breton a všechny ostatní ostrovy a pobřeží v zálivu a řece zálivu svatého Vavřince. Všechno co závisí na zmíněných zemích, územích, ostrovech a pobřežích, včetně svrchovanosti, majetků, vlastnictví a všemi právy získanými smlouvou nebo jinak, které dosud mělo Jeho Nejkřesťanštější Veličenstvo a francouzská koruna nad zmíněnými zeměmi, územími, ostrovy, místy, pobřežími a jejich obyvateli, JehoNejkřesťanštější Veličenstvo postoupí a přenechá celé zmíněnému Britskému Veličenstvu a Koruně Velké Británie, a to v nejširším možné formě, bez omezení a bez jakékoli možnosti odchýlit se od uvedeného postoupení a záruky pod jakoukoli záminkou nebo narušit Velkou Británii ve výše zmíněných majetcích. Jeho Britské Veličenstvo na své straně souhlasí s poskytnutím svobody katolického náboženství obyvatelům Kanady: v důsledku toho vydá nejpřesnější a nejúčinnější rozkazy, aby jeho noví římskokatoličtí poddaní mohli vyznávat a uctívat své náboženství podle obřadů římské církve, pokud to nenaruší zákony Velké Británie. Jeho Britské Veličenstvo dále souhlasí s tím, že francouzští obyvatelé nebo jiní, kteří byli poddanými Jeho Nejkřesťanštějšího Veličenstva v Kanadě, mohou odejít v naprosté bezpečností a se vší svobodou, kdykoli to budou považovat za správné, a mohou prodat svůj majetek, pokud to bude poddaným jeho Britského Veličenstva a nebude se jim v tom bránit, aniž by byli omezeni při emigraci, a to pod jakoukoli záminkou, kromě dluhů nebo trestního stíhání: Termín vymezený pro tuto emigraci bude stanoven na osmnáct měsíců, počítáno ode dne výměny ratifikovaných listin této smlouvy.

## Otázka Dunkerku
Během jednání, která vedla k podpisu smlouvy, byla důležitou otázkou sporu mezi Británií a Francií otázka stavu opevnění francouzské pobřežní osady Dunkerk. Britové se dlouho obávali, že by opevnění mohlo být použito jako výchozí bod k zahájení francouzské invaze do Británie. Podle Utrechtské smlouvy z roku 1713 přinutili Britové Francii, aby souhlasila s extrémním omezením těchto opevnění. Smlouva z Aix-la-Chapelle z roku 1748 umožnila velkorysejší podmínky a Francie mohla vybudovat silnější obranu města. Ve smlouvě z roku 1763 Británie přinutila Francii, aby vrátila stav opevnění jaký byl v roce 1713 a zbořila to, co bylo od té doby vybudováno. Toto ustanovení bylo zdrojem pokračujícího francouzského odporu ke smlouvě. Klauzule byla zrušena v Pařížské smlouvě z roku 1783, která ukončila americkou revoluční válku.

## Reakce
Když se lord Bute stal v roce 1762 britským předsedou vlády, usiloval o vyřešení války s Francií a Španělskem, protože se obával, že Velká Británie nebude moci ovládat všechna nově získaná území. Po jednáních, která Winston Churchill později nazval politikou „uklidnění“, lord Bute vrátil některé kolonie Španělsku a Francii.
Přes touhu po míru se mnozí v britském parlamentu postavili proti vracení jakýchkoli britských území získaných během války. Opozici vedl bývalý premiér William Pitt, který varoval, že podmínky smlouvy povedou k dalším konfliktům, jakmile budou mít Francie a Španělsko čas na obnovu, a později řekl: „Mír byl nejistý, protože obnovil dřívější velikost našich nepřátel. Mír byl neadekvátní, protože získaná území nebyla ekvivalentem za území, kterých se Británie vzdala.“ Smlouva prošla 319 hlasy proti 65.
Pařížská smlouva nebrala v úvahu potíže kontinentálního spojence Velké Británie, pruského Fridricha II., který byl v Hubertusburské smlouvě nucen vyjednat mírové podmínky samostatně. Podpis pařížské smlouvy Fridrich II. později odsoudil jako britskou zradu.
Američtí kolonisté byli zklamáni ochranou římského katolicismu zaručenou v této smlouvě a obávali se útoků na svou protestantskou víru. Někteří toto ustanovení ve smlouvě označili za jeden z důvodů rozpadu americko-britských vztahů, které vedly k americké revoluci.

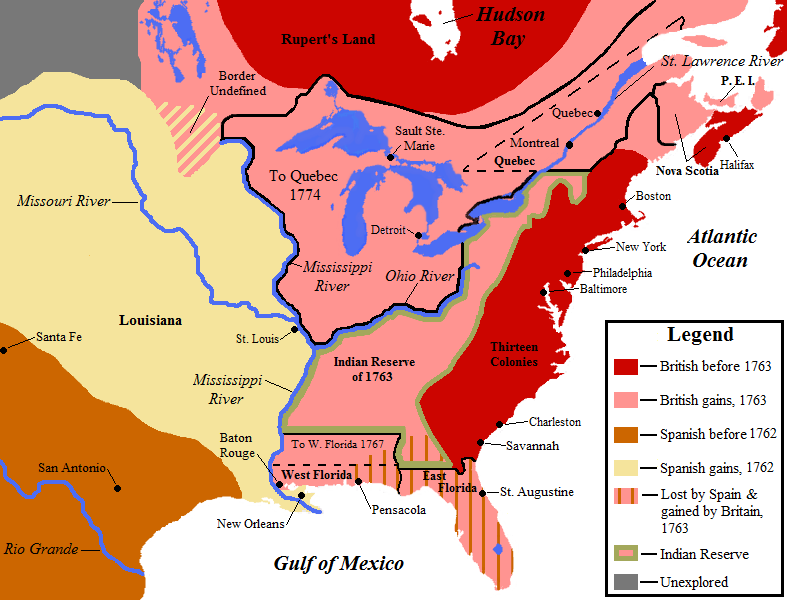
Mapa znázorňující územní zisky Británie a Španělska. Zobrazeny jsou také hraniční změny na území, které Britové získali mezi lety 1763 až 1783. Území držené Brity před rokem 1763 jsou zobrazeny červeně, území získané Británií v roce 1763 jsou zobrazeny růžově.
Pozemky postoupené Španělskému království tajně během roku 1762 jsou světle žluté.

### Výsledek pro francouzskou část Kanady
Článek IV. stanovil dobu platnosti pro neomezenou emigraci z Kanady na 18 měsíců. Cesta na britských lodích však byla nákladná. Touto klauzulí opustilo Novou Francii celkem 1600 lidí, ale pouze 270 bylo francouzských Kanaďanů. Někteří tvrdili, že to je součástí britské politiky omezující emigraci.
Článek IV. smlouvy umožňoval římský katolicismus praktikovat v Kanadě. a britský král Jiří III. souhlasil, že povolí katolicismus v Británii. Britský zákon Test Act z roku 1673 ovšem obsahoval různé podmínky, které bránily vládním, soudním a jiným úředníkům konvertovat k římskokatolické víře. Římští katolíci byli považováni za agenty jakobitských uchazečů o trůn, kteří obvykle žili ve Francii a byli podporováni francouzským režimem. Toto se v Quebecu do jisté míry uvolnilo, ale nejvyšší pozice, jako jsou guvernéři, stále zastávali anglikáni.
Článek IV. byl také citován proto, že Quebec měl vlastní soubor zákonů, které se lišily od zákonů zbytku Kanady. Ve Spojeném království existoval obecný ústavní princip, který umožňoval koloniím získaných dobytím pokračovat v praktikování víry podle jejich vlastních zákonů. Toto právo bylo však omezováno královským nařízením a panovník stále mohl rozhodnout o změně zákonů v dobyté kolonii. Smlouva ovšem takový zásah do práv nových britských kolonií vylučovala, a podmínky smlouvy byly považovány za prvořadé. V praxi by se římští katolíci mohli stát porotci u nižších soudů v Quebecu a argumentovat na základě zásad francouzského práva. Soudce však byl Brit a jeho názor na francouzské právo mohl být omezený nebo nepřátelský. Pokud byl případ odvolán k vyššímu soudu, nebylo povoleno ani francouzské právo, ani římskokatoličtí porotci.
Mnoho francouzských obyvatel dnešních kanadských provincií zvaných Akádiané bylo během Great Deportation (Velké deportace ) v letech 1755–1763 deportováno zejména do provincie Nové Skotsko, Nový Brunšvik, Ostrov prince Edwarda a severní část státu Maine. Po podpisu mírové smlouvy byla římským katolíkům zaručena některá práva. Někteří se proto rozhodli k návratu do Kanady. V anglikánském Novém Skotsku však již nebyli vítáni. Důsledkem tohoto stěhování je dnešní dvojjazyčnost provincie Quebec.
Hodně území patřící dříve Francii patřila nyní Británii a Francouzi z Quebecu se cítili zrazeni. Britský velitel Jeffery Amherst, 1. baron z Amherstu poznamenal, že: „Mnoho Kanaďanů stále považuje svou provincii za francouzskou kolonii a nelze je přesvědčit ... že jejich země byla předána Velké Británii.“